# フィーバーガールズI
フィーバーガールズIは、1993年5月にSANKYOが開発、発売。ファミコンゲーム『おたくの星座』に登場する「オーロラ五人娘」とのタイアップによるデジパチ。キャラクターデザインは江口寿史。保留玉連荘タイプ。同社初の液晶画面デジパチとして話題になった『フィーバーパワフル』と同様、3×3のタテ、ヨコ、ナナメのいずれかの絵柄揃い、または全停止絵柄が「オーロラ五人娘」の「オールガールズ」で大当たりが発生するというゲームシステムを採用している。
当時の販促用のポスターに元祖電脳アイドル、千葉麗子を起用、「パチンコ大好きSANKYO」と記載されていた。

## 特徴
- ゲーム内容、大当たり確率は『フィーバーパワフル』と同じ。スーパーリーチなどは存在せずノーマルリーチのみ。
- 連続回転中に限り、中央出目停止に法則性があった。この法則はリーチ時も崩れないため、中央出目停止待ちでのリーチ時は法則崩れ（止まるはずのコマで停止しない）で大当たりが確定するという楽しみがあった。
- 『オロチョンパII/SP』（河内家菊水丸）、『OL娘I/II』（HI-ME）に続くタレントタイアップ第3弾。『おたくの星座』タレントによるキャンペーンも行われた。
- リーチ時のセンター待ちとそれ以外のリーチ、オールガールズ時のリーチのBGМが異なる。
- センター待ちのリーチ(タテ、ヨコ、ナナメ)では当たるときは3周目で、それ以外のリーチでは当たるときは4周目で当たる。
- 右上がりはリーチの出現が少ないため、大当たりも出現しにくい。

## 保留玉連荘
- 『フィーバーパワフル』と同じく、保留玉2個目～4個目に確率がアップする(1/16)。
- 一度連チャンすると「パワフル」と同じく、保留1にもチャンスがスライドされすべての保留で1/16となる。

## スペック
- 『フィーバーガールズI』（1993年5月）
  - 大当たり確率 1/240
  - 賞球数 7&15 大当たり16R10C

※大当たり確率の値はメーカー発表

## 関連商品
- 『パチンコ・ミュージック・フロムSANKYO～FEVER WARS～』(キングレコード、1994年11月23日、KICA-1154)